# Camelia Hristea
Camelia-Elena Hristea (n. 3 februarie 1991, Caracal, Olt, România) este o jucătoare profesionistă de tenis din România. 
Pe 25 octombrie 2010, ea a ajuns pe locul 457 în clasamentul WTA de dublu, cea mai bună clasare din carieră. Este antrenată de Ovidiu Popescu.
Hristea și-a făcut debutul pe tabloul principal WTA în turneul Bucharest Open din 2015 la dublu, cu  Cristina Dinu ca parteneră.

## Finale în circuitul ITF (15-21)

### Simplu (1-1)
| Legendă                    |
| -------------------------- |
| Turnee 100.000 $           |
| Turnee 75.000 $ / 80.000 $ |
| Turnee 50.000 $ / 60.000 $ |
| Turnee 25.000 $            |
| Turnee 15.000 $            |
| Turnee 10.000 $            |

| Finale după suprafață |
| --------------------- |
| Hard (0–0)            |
| Zgură (1–1)           |
| Iarbă (0–0)           |
| Covor (0–0)           |

| Rezultat     | Nr. | Data              | Turneu                          | Suprafață | Adversară        | Scor          |
| ------------ | --- | ----------------- | ------------------------------- | --------- | ---------------- | ------------- |
| Câștigătoare | 1.  | 4 iunie 2012      | Sarajevo, Bosnia și Herțegovina | Zgură     | Bernarda Pera    | 6-3, 3-6, 6-4 |
| Finalistă    | 1.  | 17 octombrie 2015 | Albena, Bulgaria                | Zgură     | Vivian Zlatanova | 1-6, 5-7      |

### Dublu (14-20)
| Legendă                    |
| -------------------------- |
| Turnee 100.000 $           |
| Turnee 75.000 $ / 80.000 $ |
| Turnee 50.000 $ / 60.000 $ |
| Turnee 25.000 $            |
| Turnee 15.000 $            |
| Turnee 10.000 $            |

| Finale după suprafață |
| --------------------- |
| Hard (0–0)            |
| Zgură (14–20)         |
| Iarbă (0–0)           |
| Covor (0–0)           |

| Rezultat     | Nr. | Data               | Turneu                          | Suprafață | Parteneră                 | Adversare                                 | Scor                |
| ------------ | --- | ------------------ | ------------------------------- | --------- | ------------------------- | ----------------------------------------- | ------------------- |
| Câștigătoare | 1.  | 9 septembrie 2007  | Brașov, România                 | Zgură     | Raluca Ciulei             | Irina-Camelia Begu Diana Gae              | 7–5, 6–4            |
| Câștigătoare | 2.  | 18 iulie 2008      | Balș, România                   | Zgură     | Ionela-Andreea Iova       | Laura-Ioana Andrei Diana Buzean           | 2–6, 6–4, [10–8]    |
| Câștigătoare | 3.  | 29 mai 2009        | Pitești, România                | Zgură     | Alexandra Damaschin       | Diana Buzean Andreea Mitu                 | 6–1, 6–4            |
| Finaliste    | 1.  | 31 iulie 2009      | Onești, România                 | Zgură     | Veronica Popovici         | Alexandra Damaschin Diana Buzean          | 2–6, 1–6            |
| Finaliste    | 2.  | 29 august 2009     | Velenje, Slovenia               | Zgură     | Diana Marcu               | Nastja Kolar Polona Reberšak              | 3–6, 2–6            |
| Finaliste    | 3.  | 25 septembrie 2009 | Sandanski, Bulgaria             | Zgură     | Alice-Andrada Radu        | Raffaella Bindi Federica Grazioso         | 3–6, 5–7            |
| Câștigătoare | 4.  | 25 octombrie 2009  | Salonic, Grecia                 | Zgură     | Diana Buzean              | Olga Brózda Justyna Jegiołka              | 5–7, 6–4, [11–9]    |
| Câștigătoare | 5.  | 17 iulie 2010      | Prokuplje, Serbia               | Zgură     | Ionela-Andreea Iova       | Jelena Durišič Isabella Shinikova         | 7–5, 6–4            |
| Finaliste    | 4.  | 13 august 2010     | Onești, România                 | Zgură     | Biljana Pawlowa-Dimitrova | Laura-Ioana Andrei Mihaela Buzărnescu     | (7)6–7, 2–6         |
| Finaliste    | 5.  | 20 august 2010     | București, România              | Zgură     | Diana Buzean              | Laura-Ioana Andrei Mihaela Buzărnescu     | 1–6, 3–6            |
| Câștigătoare | 6.  | 8 octombrie 2010   | Dobrici, Bulgaria               | Zgură     | Ionela-Andreea Iova       | Huliya Velieva Lütfiye Esen               | 6–0, 2–6, [10–6]    |
| Câștigătoare | 7.  | 29 mai 2011        | București, România              | Zgură     | Laura-Ioana Andrei        | Cecilia Estlander Katharina Negrin        | 7–6(5), 6–1         |
| Câștigătoare | 8.  | 13 august 2011     | București, România              | Zgură     | Cristina Dinu             | Alexandra Damaschin Andreea Mitu          | 1–6, 7–6(6), [10–4] |
| Câștigătoare | 9.  | 27 august 2011     | București, România              | Zgură     | Laura-Ioana Andrei        | Ionela-Andreea Iova Andreea Văideanu      | 6–1, 7–5            |
| Câștigătoare | 10. | 23 septembrie 2011 | Varna, Bulgaria                 | Zgură     | Raluca Elena Platon       | Jana Jandová Monika Tůmová                | 6–2, 6–3            |
| Finaliste    | 6.  | 29 octmbrie 2011   | Antalya, Turcia                 | Zgură     | Laura-Ioana Andrei        | Diana Buzean Daniëlle Harmsen             | 0–6, 3–6            |
| Câștigătoare | 11. | 18 iunie 2012      | Craiova, România                | Zgură     | Alice-Andrada Radu        | Laura-Ioana Andrei Raluca Elena Platon    | 6–0 3–6 10–6        |
| Finaliste    | 7.  | 25 iunie 2012      | Balș, România                   | Zgură     | Alice-Andrada Radu        | Laura-Ioana Andrei Raluca Elena Platon    | 7–5 3–6 8–10        |
| Finaliste    | 8.  | 3 septembrie2012   | Belgrad, Serbia                 | Zgură     | Lucia Butkovska           | Anja Prislan Christina Shakovets          | 3–6 3–6             |
| Finaliste    | 9.  | 3 iunie 2013       | Sarajevo, Bosnia și Herțegovina | Zgură     | Elena-Teodora Cadar       | Ana Bianca Mihaila Kristina Ostojic       | 5–7 4–6             |
| Câștigătoare | 12. | 2 septembrie 2013  | Belgrad, Serbia                 | Zgură     | Lina Gjorcheska           | Tamara Čurović Xenia Knoll                | 6–0 6–1             |
| Finaliste    | 10. | 23 septembrie 2013 | Varna, Bulgaria                 | Zgură     | Michaela Boev             | Raluca Elena Platon Eva Wacanno           | 3–6 4–6             |
| Finaliste    | 11. | 30 septembrie 2013 | Albena, Bulgaria                | Zgură     | Lina Gjorcheska           | Dalia Zafirova Eva Wacanno                | 6–4 2–6 8–10        |
| Finaliste    | 12. | 7 octombrie 2013   | Ruse, Bulgaria                  | Zgură     | Lina Gjorcheska           | Irina Maria Bara Eva Wacanno              | 1–6 2–6             |
| Câștigătoare | 13. | 26 mai 2014        | Sibiu, România                  | Zgură     | Oana Georgeta Simion      | Raluca Serban Vendula Zovincova           | 7–6 (2) 6–1         |
| Câștigătoare | 14. | 16 iunie 2014      | Galați, România                 | Zgură     | Patricia Maria Țig        | Maryna Kolb Nadiya Kolb                   | 6–3 6–1             |
| Finaliste    | 13. | 27 iulie 2014      | Palici, Serbia                  | Zgură     | Irina Maria Bara          | Lina Gjorcheska Elizaveta Ianchuk         | 4–6 1–6             |
| Finaliste    | 14. | 8 august 2014      | Arad, România                   | Zgură     | Lina Gjorcheska           | Irina Maria Bara Diana Buzean             | 6–4 5–7 6–10        |
| Finaliste    | 15. | 22 august 2014     | București, România              | Zgură     | Oana Georgeta Simion      | Raluca Elena Platon Cristina Stancu       | 1–6 1–6             |
| Finaliste    | 16. | 1 iunie 2015       | Galați, România                 | Zgură     | Daniela Ciobanu           | Oana Georgeta Simion Gabriela Talaba      | 6-4 5-7 8-10        |
| Finaliste    | 17. | 21 noiembier 2015  | Casablanca, Maroc               | Zgură     | Irina Fetecău             | Olga Parres Azcoitia Camilla Rosatello    | 4-6 3-6             |
| Finaliste    | 18. | 14 august 2016     | Arad, România                   | Zgură     | Yasmin Gülman             | Ayla Aksu Chantal Škamlová                | 4–6, 2–6            |
| Finaliste    | 19. | 16 iunie 2017      | Curtea de Argeș, România        | Zgură     | Gabriela Nicole Tătăruș   | Georgia Crăciun Ilona Georgiana Ghioroaie | 3–6, 5–7            |
| Finaliste    | 20. | 8 iulie 2017       | Focșani, România                | Zgură     | Martina Colmegna          | Oana Gavrilă Ekaterina Kazionova          | 2–6, 1–6            |